# Mastacembelus cryptacanthus
Mastacembelus cryptacanthus és una espècie de peix pertanyent a la família dels mastacembèlids.

## Descripció
- Fa 23 cm de llargària màxima.
- Nombre de vèrtebres: 103.[5][6]

## Hàbitat
És un peix d'aigua dolça, demersal i de clima tropical (24 °C-30 °C).

## Distribució geogràfica
Es troba a Àfrica: Benín, el Camerun, la República Democràtica del Congo i Nigèria.

## Observacions
És inofensiu per als humans.